# Taygetis oyapock
Espèce
Taygetis oyapock est une espèce de papillons de la famille des Nymphalidae, de la sous-famille des Satyrinae et du genre Taygetis.

## Dénomination
Taygetis oyapock a été décrit par Christian Brévignon en 2007.

## Description
Taygetis  oyapock est un grand papillon au dessus marron uni avec de longues écailles marron.
Le revers est de couleur marron avec une aire postdiscale plus claire et une ligne submarginale d'ocelles de couleur cuivre rose peu visibles.

## Biologie
Taygetis  oyapock a été inventorié de juin à novembre.

## Écologie et distribution
Taygetis  oyapock n'est présent qu'en Guyane.

### Biotope
Taygetis  oyapock réside en sous-bois sombre.

### Protection
Pas de statut de protection particulier